# Jeanne de Toulouse (carmélite)
Pour les articles homonymes, voir Jeanne de Toulouse (homonymie).
Jeanne de Toulouse est une bienheureuse catholique Si les éléments de sa biographie sont sujets à caution, il semble qu'elle ait vécu entre le XIIIe et le XIVe siècle, à Toulouse, dans le royaume de France. Elle est liée à l'histoire du couvent des Carmes de la ville. Elle est béatifiée en 1895 par le pape Léon XIII et ses reliques sont vénérées dans la cathédrale de Toulouse.

## Biographie

### Incertitudes historiques et traditions
Peu d'éléments biographiques sont connus de façon certaine sur Jeanne de Toulouse. Sa date de naissance semble inconnue, et celle de son décès varie d'une source à l'autre,, quand ce n'est pas une confusion avec les dates de la comtesse Jeanne de Toulouse,. Qui plus est, en cette période du XIIIe siècle dans la région plusieurs femmes ont pris ce même nom de Jeanne de Toulouse.
Une tradition indique qu'à la suite de la fondation d'un monastère de Carmes à Toulouse en 1240, Jeanne découvre la spiritualité carmélitaine. Simon Stock, de passage dans la ville en 1265, la rencontre et accepte sa demande de suivre la règle du Carmel, et elle devient ainsi la première carmélite du Tiers-Ordre.
Jeanne, restant vierge, s'applique alors à suivre toutes les exigences de la règle. Elle vient en aide à la communauté des Carmes de la ville et assiste les malades et les pauvres. Elle encourage également les laïcs toulousains à en faire de même.
Une autre source fait d'elle la fille de Baudouin de Toulouse (et d'Alix de Lautrec). Son père ayant été assassiné par son frère, le comte Raymond VI, Jeanne, en réparation du crime, se serait fait cloitrée dans une petite maison attenante à la cathédrale Saint-Étienne. Par une petite fenêtre elle avait une vue sur l'autel et adorait le Saint-Sacrement jour et nuit. Elle y aurait vécu recluse jusqu'à sa mort.

### Origine probable
Selon la source biographie la plus fiable, rédigée par le carme Jean Bale, qui visita Toulouse en 1527, Jeanne était issue d'une famille noble du royaume de Navarre.
Ayant une grande dévotion pour la Vierge Marie, Jeanne décide de vivre comme recluse près du couvent des Carmes de Toulouse. Elle vit alors de dévotion, d'austérité et de prières, en communion avec ses proches : « Elle aimait parler de sujets spirituels avec les jeunes frères carmes et priait beaucoup pour eux, ce qui leur apportait un grand profit spirituel ».
Jeanne de Toulouse n'apparait pas dans la liste des saints de l'Ordre publiée par Jean Grossi († 1437) qui était membre de la province carmélitaine de Toulouse. C'est pourquoi, compte tenu des autres éléments bibliographiques connus, Jeanne semble avoir vécu au début du XVe siècle, au mieux peu de temps avant (un autre site du carmel propose comme date de décès vers 1380).

### L'initiatrice du carmel féminin et du Tiers-Ordre
Dans les différents écrits traitant de Jeanne de Toulouse, elle est qualifiée de "tertiaire", et parfois de "Carmélite". Bien que ces deux branches de l'ordre du Carmel n'aient pas encore été officiellement fondées à cette période, il n'est pas exclu que Jeanne ait fait profession de la règle carmélitaine, comme le faisaient parfois certaines femmes à cette période .
Jeanne de Toulouse est donc connue, dans la tradition carmélitaine, pour avoir eu une vie de recluse, s'inspirant de la spiritualité carmélitaine, avant l'ouverture de l'ordre aux femmes et aux laïcs. Elle a ainsi parfois été considérée (dans une tradition carmélitaine) comme étant la première carmélite (voir l'initiatrice de cette branche), mais parfois également, comme la fondatrice du Tiers-Ordre carmélite,.

## Béatification et culte

### Les reliques

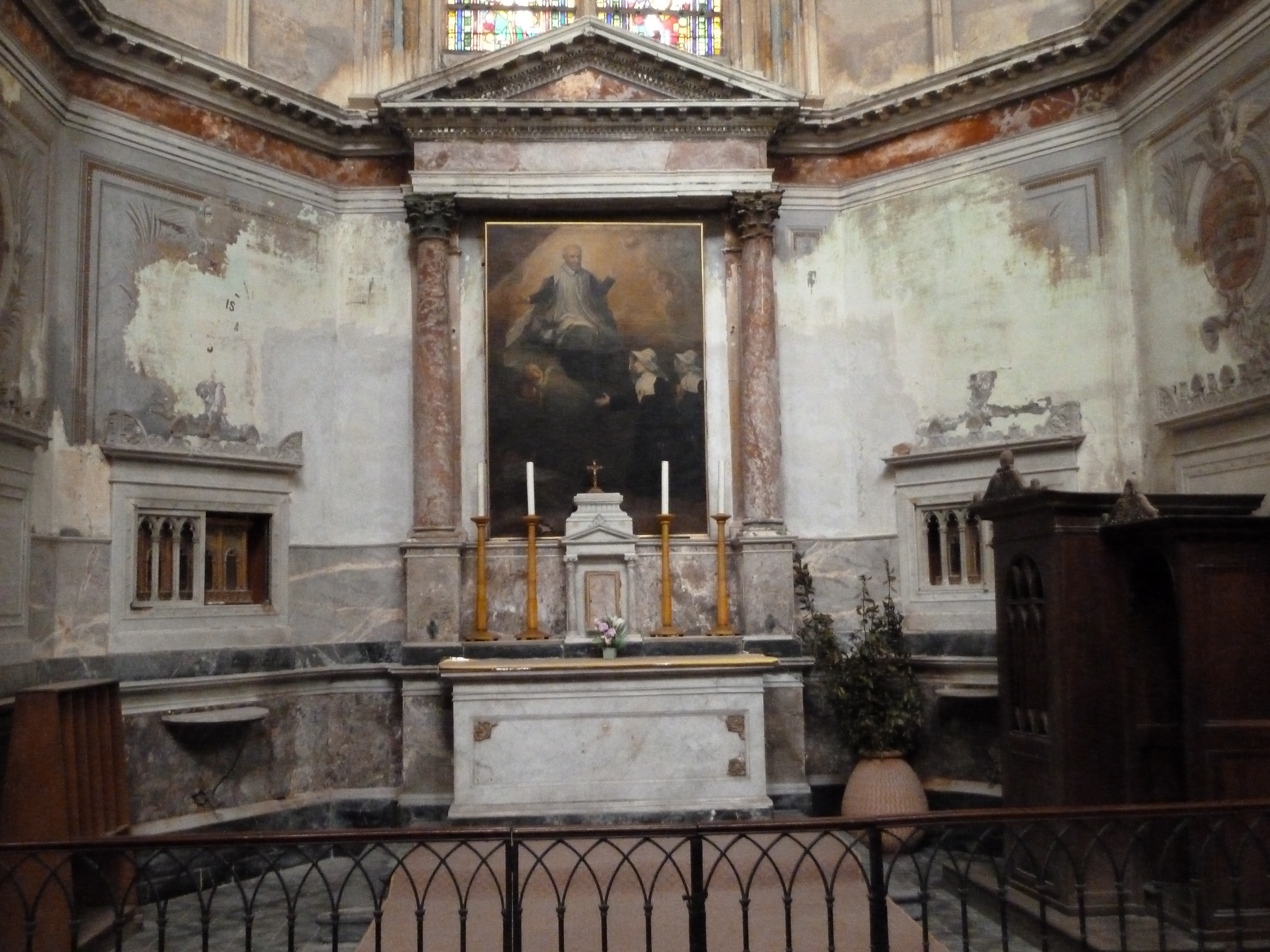
Chapelle Saint-Vincent-de-Paul, cathédrale Saint-Étienne de Toulouse. Les reliques de la bienheureuse sont placées dans les reliquaires sur les côtés.

Bernard Yvest de Roserge († 1474), évêque de Toulouse, fait exhumer ses reliques et les place dans une urne, déposée dans la chapelle du couvent des Carmes de la ville. À la suite de la procédure de demande de béatification, en 1656, un couvent espagnol demande à disposer de certaines reliques de la bienheureuse. Le prieur général de l'ordre, Henry Silvio, profite d'un déplacement en Espagne, pour leur porter le bras et la main droite de la sainte. Des écrits datés de 1688 signaleront qu'à cette date, la main gauche et quelques dents sont également manquantes dans l'ossuaire toulousain.
Après la Révolution française, en 1805, le couvent et l'église des Carmes sont détruits. Des reliques de la bienheureuse sont alors découvertes dans le mur de l'église, ainsi que des documents placés là en 1688 (documents placés à l'occasion de l'examen des reliques effectué à la suite du processus de béatification). Les reliques sont alors transférées dans la cathédrale Saint-Étienne de Toulouse, et placées dans la chapelle Saint-Vincent-de-Paul. En 1893, à l'occasion de sa prochaine béatification, les reliques sont à nouveau exhumées et placées dans un reliquaire.

### La béatification
La demande de béatification de Jeanne de Toulouse est faite lors du chapitre général de l'ordre du Carmel à Naples en 1510.
L'examen est ouvert en 1616, puis relancé en 1656 et 1688.
Jeanne de Toulouse est béatifiée par le pape Léon XIII en 1895.

### Le culte de la bienheureuse
Après son décès, plusieurs miracles lui sont attribués par ses contemporains. Son culte est officiellement autorisé au milieu du XVe siècle par l'évêque Bernard du Rosier.
Sa fête est célébrée le 31 mars. Considérée comme sainte et célébrée dans l'ordre du Carmel avant sa béatification, la dernière réforme liturgique a retiré sa fête du calendrier des saints de l'ordre du carmel (liste des fêtes devant être obligatoirement célébrées dans l'ordre),. À sa mémoire, on peut y associer Anne de Toulouse, sans doute sa sœur, elle aussi religieuse cloitrée, liée au Carmel et ayant vécu comme recluse à la même période que Jeanne.

## Iconographie
La plus ancienne représentation iconographie de Jeanne de Toulouse date de 1472, elle est située dans l'église Saint-Félix de Benaco (Brescia). La bienheureuse est vêtue du manteau blanc des tertiaires de l'ordre. En 1620, le prieur du couvent d'Anvers, Gaspard Rinkens, commanda une peinture de la bienheureuse. Le peintre la représente habillée en carmélite, regardant le crucifix qu'elle tient dans sa main. La bienheureuse fut, par la suite, et jusqu'à aujourd'hui, toujours représentée de cette façon dans l'iconographie religieuse.